# Tillou
Tillou ist eine Commune déléguée in der französischen Gemeinde Chef-Boutonne mit 319 Einwohnern (Stand: 1. Januar 2022) im Département Deux-Sèvres in der Region Nouvelle-Aquitaine (vor 2016 Poitou-Charentes).
Die Gemeinde Tillou wurde am 1. Januar 2019 mit Chef-Boutonne, Crézières und La Bataille zur Commune nouvelle Chef-Boutonne zusammengeschlossen. Sie hat seither den Status einer Commune déléguée. Die Gemeinde Tillou gehörte zum Arrondissement Niort und zum Kanton Melle.

## Geographie
Tillou liegt etwa 45 Kilometer südöstlich von Niort. Umgeben wurde die Gemeinde Tillou von den Nachbargemeinden Saint-Génard im Norden, Sompt im Nordosten und Osten, Gournay-Loizé im Osten und Südosten, Chef-Boutonne im Südosten und Süden, Fontenille-Saint-Martin-d’Entraigues im Süden, Luché-sur-Brioux im Südwesten, Lusseray im Westen sowie Paizay-le-Tort im Nordwesten.

## Bevölkerungsentwicklung
| Jahr                       | 1962 | 1968 | 1975 | 1982 | 1990 | 1999 | 2006 | 2013 |
| Einwohner                  | 476  | 428  | 320  | 325  | 304  | 294  | 299  | 318  |
| Quellen: Cassini und INSEE |      |      |      |      |      |      |      |      |

## Sehenswürdigkeiten

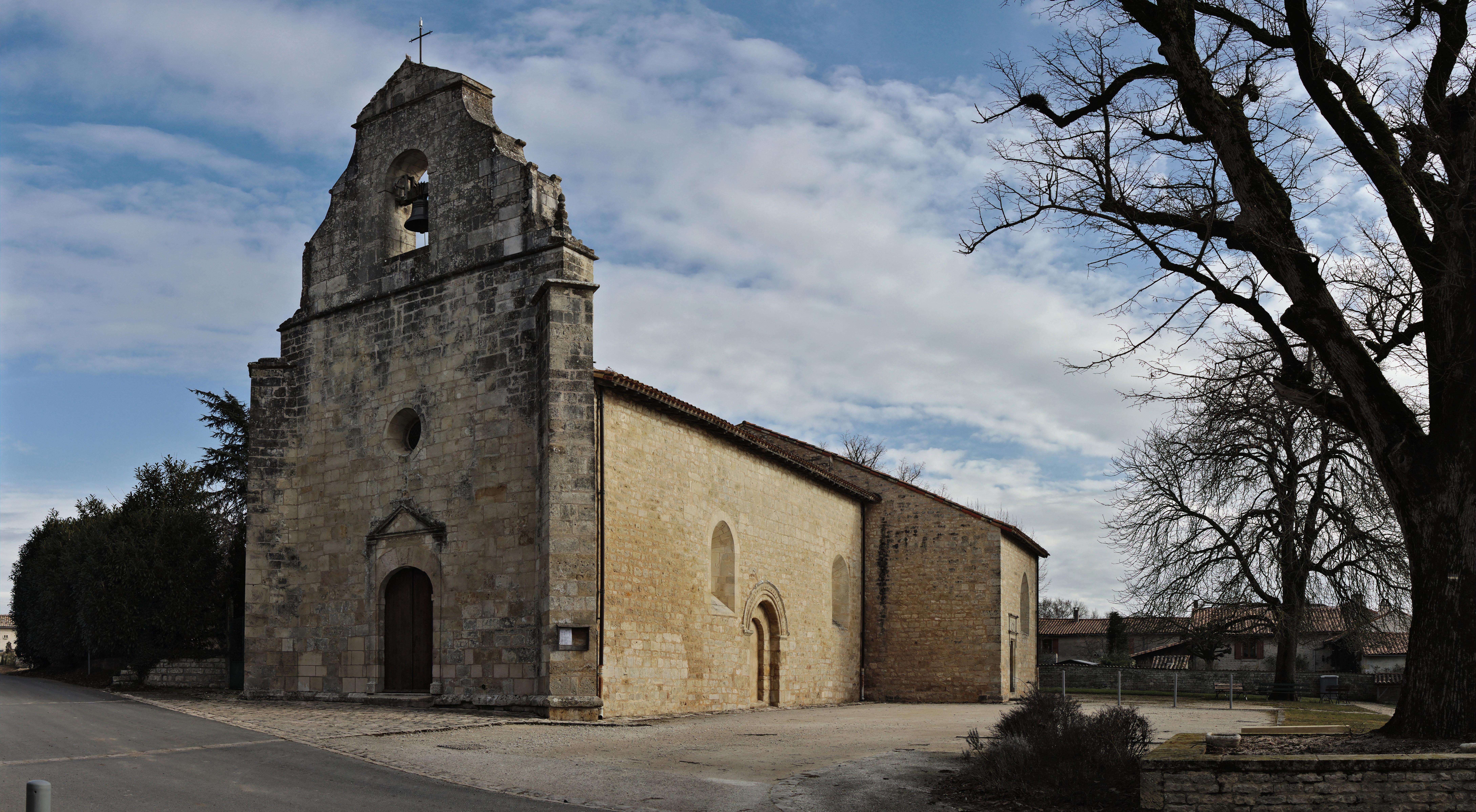
Kirche Saint-Sulpice

- Kirche Saint-Sulpice